# Otitoma lirata
Otitoma lirata é uma espécie de gastrópode do gênero Otitoma, pertencente à família Pseudomelatomidae.